# Страчателла (суп)
Страчателла (итал. stracciatella; итальянское произношение: [strattʃaˈtɛlla] ; по-итальянски уменьшительное слово, образованное от глагола stracciare («в клочки»), что означает «маленький клочок»), также известного как Stracciatella alla romana, представляет собой итальянский суп на мясном бульоне с яичными хлопьями. Суп популярен в окрестностях Рима в регионе Лацио в Центральной Италии. Подобный суп под названием zanzarelli был описан Мартино да Комо в его пособии XV века «Искусство кулинарии». Существуют разные варианты этого блюда.

## Описание
Традиционно stracciatella alla romana подавали в начале пасхальных обедов. Stracciatella alla romana традиционно готовят путем взбивания яиц и смешивания с тертым сыром пармезан, солью, перцем, мускатным орехом, цедрой лимона и иногда манной крупой; затем эту смесь аккуратно тонкой струйкой вводят в кипящий мясной бульон, непрерывно его помешивая, чтобы в бульоне образовались маленькие клочки (stracciatelle) варёного яйца. Полученный суп можно подавать в мисках, в сопровождении несколько тонких ломтиков поджаренного хлеба, с добавлением сверху тёртого пармезана.

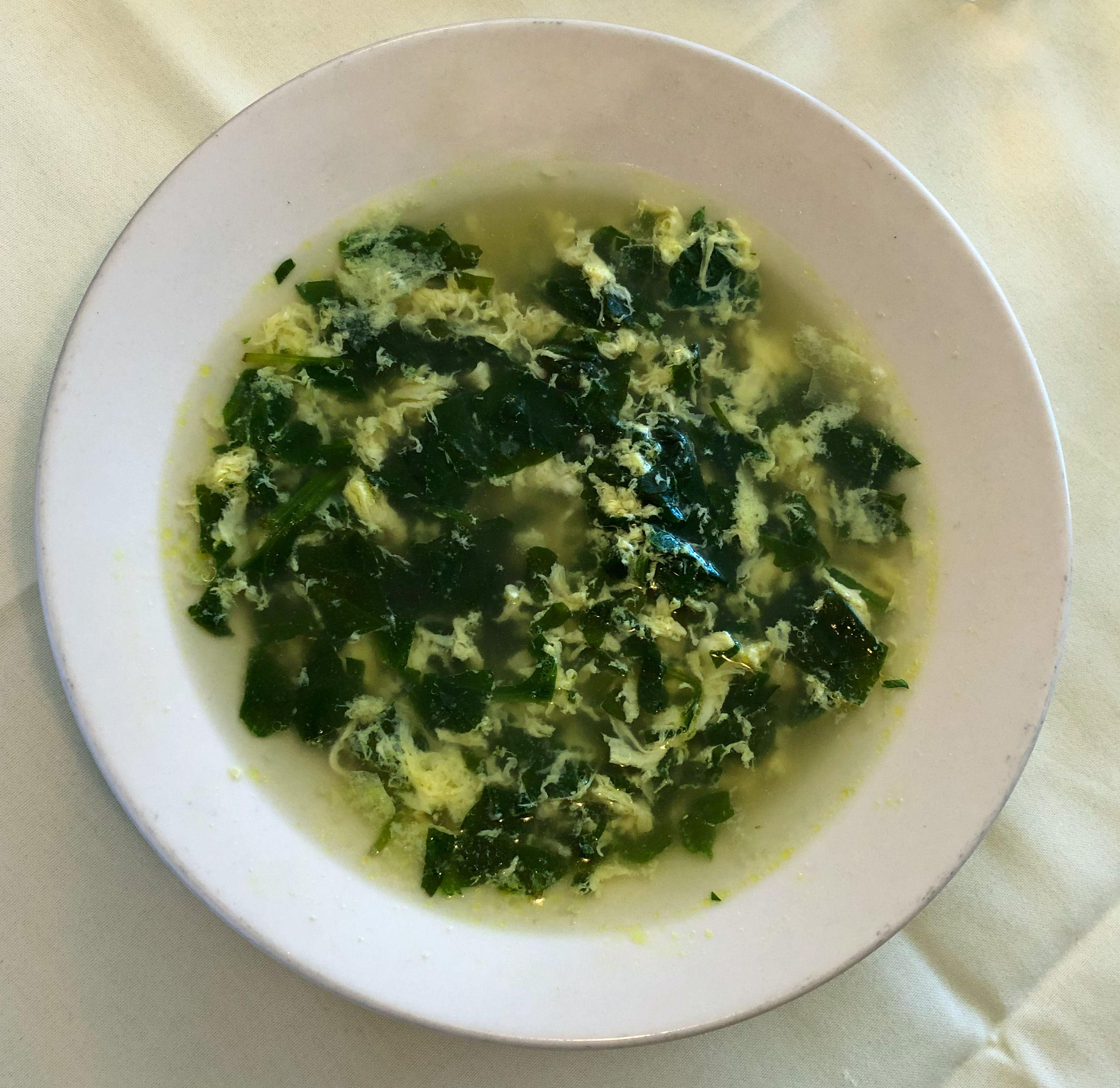
Суп страчателла со шпинатом

Согласно Аде Бони, в stracciatella alla romana раньше также добавляли майоран для запаха. Другие традиционные итальянские и итальяно-американские рецепты предлагают гарнировать суп рубленой петрушкой. Некоторые американские вариации супа включают шпинат в качестве основного ингредиента.
Рецепт пряного супа из яиц на бульоне, который имеет сходство с современным страчателла, был записан ещё в XV веке Мартино да Комо в его Libro de Arte Coquinaria («Искусство кулинарии») под названием zanzarelli. Традиционное приготовление stracciatella также довольно похоже на приготовление sciusceddu, богатого праздничного супа из Мессины на Сицилии, который может быть «двоюродным братом» римского блюда.

## Влияние
Суп страчателла вдохновил на создание мороженого (итальянское мороженое) с тем же названием, которое появилось в 1962 году. Его создал ресторатор из Бергамо, который утверждал, что устал от размешивания яиц в бульоне, чтобы удовлетворить клиентов из Рима.